# Pollnaknockaun Wood Nature Reserve SAC
Pollnaknockaun Wood Nature Reserve SAC este o arie protejată (arie specială de conservare — SAC, sit de importanță comunitară — SCI) din Irlanda întinsă pe o suprafață de 80,53 ha, integral pe uscat.

## Localizare
Centrul sitului Pollnaknockaun Wood Nature Reserve SAC este situat la coordonatele 53°03′50″N 8°23′03″W / 53.063775°N 8.384212°V.

## Înființare
Situl Pollnaknockaun Wood Nature Reserve SAC a fost declarat sit de importanță comunitară în august 1997 pentru a proteja un număr necunoscut de specii din flora spontană și fauna sălbatică aflate în arealul zonei. Situl a fost protejat și ca arie specială de conservare în mai 2016.

## Biodiversitate
Situată în ecoregiunea atlantică, aria protejată conține 1 habitat natural: Păduri de stejar sesil bătrân cu Ilex și Blechnum în Insulele Britanice.
La baza desemnării sitului se află un număr nedeclarat de specii protejate.
Pe lângă speciile protejate, pe teritoriul sitului au mai fost identificate 1 specie de păsări.